# معسكر اعتقال مرسى البريقة
معسكر اعتقال مرسى البريقة (بالإنجليزية: Marsa Berga concentration camp)‏ هو معسكر اعتقال إيطالي أنشئ في قرية البريقة (المعروفة أيضًا باسم مرسى البريقة) في مستعمرة ليبيا الإيطالية أثناء إخماد الثورة الليبية التي وقعت في الفترة من 1928 إلى 1932.
سُجل المخيم على أنه يبلغ عدد سكانه 21,117 نسمة.